# Parastenostola
Parastenostola is een kevergeslacht uit de familie van de boktorren (Cerambycidae). De wetenschappelijke naam van het geslacht werd voor het eerst geldig gepubliceerd in 1952 door Breuning.

## Soorten
Parastenostola omvat de volgende soorten:
- Parastenostola brunnipes (Gahan, 1888)
- Parastenostola nigroantennata Lin & Yang, 2008